# Жеравоподобни
Жеравоподобните (Gruiformes) са биологически разред, който е част от клас Птици.

## Общи сведения
Средни по размер и едри видове. По външен вид напомнят представителите на семейство Чаплови.

## Разпространение
Разпространени са предимно в умерените и тропични области. В България се срещат 11 вида, обединени в 3 семейства:
- Семейство Gruidae – Жеравови
  - Вид Anthropoides virgo – Момин жерав
  - Вид Grus grus – Сив жерав
- Семейство Otidae – Дроплови
  - Вид Otis tarda – Дропла
  - Вид Tetrax tetrax – Стрепет
- Семейство Rallidae – Дърдавцови
  - Вид Crex crex – Ливаден дърдавец
  - Вид Fulica atra – Лиска
  - Вид Gallinula chloropus – Зеленоножка
  - Вид Porzana parva – Средна пъструшка
  - Вид Porzana porzana – Голяма пъструшка
  - Вид Porzana pusilla – Малка пъструшка
  - Вид Rallus aquaticus – Крещалец

## Начин на живот и хранене
Живеят предимно на земята, много често в близост до вода. Хранят се предимно с животинска храна, дребни земноводни, влечуги, безгръбначни.

## Списък на семействата
1. Aramidae – Арамови	(Арами)
2. Cariamidae – Кариамови (Кариемови, Кариами, Кариеми, Сериемови, Сериеми)
3. Gruidae – Жеравови
4. Heliornithidae
5. Otididae – Дроплови
6. Psophiidae – Птици тръбачи
7. Rallidae – Дърдавцови